# Mixtape Messiah 3
Mixtape Messiah 3 — мікстейп американського репера Chamillionaire, третій із серії Mixtape Messiah. Реліз видано для безплатного завантаження на офіційному сайті виконавця 18 липня 2007 о 23 годині за північноамериканським східним часом. Має бронзовий статус на DatPiff (за критеріями сайту) з 38 тис. завантажень. Разом з мікстейпом для завантаження став приступним 1-годинний DVD. 

## Список пісень
| №  | Назва                     | Продюсер(и)                                 | Примітки                                                                   | Тривалість |
| -- | ------------------------- | ------------------------------------------- | -------------------------------------------------------------------------- | ---------- |
| 1  | «Get Ya Burners Out»      | Play-n-Skillz                               | - Оригінальний продакшн                                                    | 3:52       |
| 2  | «Money Already Made»      | Apex                                        | - Інструментал з «I Get Money» у вик. 50 Cent                              | 3:18       |
| 3  | «Get on My Level»         | Timbaland                                   | - Інструментал із «Make Me Better» у вик. Fabolous                         | 3:04       |
| 4  | «Living Good»             | Scott Storch                                | - Інструментал з «I'm in tha Hood» у вик. Brisco                           | 2:22       |
| 5  | «It's Just Pain»          | Eminem                                      | - Інструментал із «Renegade» у вик. Jay-Z                                  | 2:37       |
| 6  | «The Call»                | Eminem                                      | - Інструментал із «Renegade» у вик. Jay-Z                                  | 1:00       |
| 7  | «Nothin' But Lies»        | Kanye West, DJ Toomp                        | - Інструментал із «Can't Tell Me Nothing» у вик. Каньє Веста               | 3:27       |
| 8  | «Ima Playa FaSho»         | DJ Paul, Juicy J                            | - Інструментал з «International Player's Anthem (I Choose You)» у вик. UGK |            |
| 9  | «Roy Wood Jr Pt. 1»       |                                             |                                                                            | 1:54       |
| 10 | «Failure's Not an Option» | Mannie Fresh                                | - Інструментал із «Big Shit Poppin' (Do It)» у вик.T.I.                    | 2:17       |
| 11 | «Got a Lot of Options»    | Kane Beatz                                  | - Інструментал із «Tuck Ya Ice» у вик. Trick Daddy                         | 3:02       |
| 12 | «See It in My Eyes»       | Mr. Lee                                     | - Інструментал з «I'm a G» у вик. Lil' Keke                                | 3:24       |
| 13 | «Don't Hurt 'Em Hammer»   | Kanye West                                  | - Інструментал із «The People» у вик. Common                               | 4:25       |
| 14 | «Roy Woods Jr skit Pt. 2» | Kanye West                                  | - Інструментал із «The People» у вик. Common                               | 0:56       |
| 15 | «It's On»                 | Mouse                                       | - Інструментал із «Wipe Me Down» у вик. Foxx                               | 3:40       |
| 16 | «You a Dummy»             | Scott Storch                                | - Інструментал з «You Ain't Know» у вик. Birdman та Lil' Wayne             | 2:43       |
| 17 | «Chamillionaire Speaks»   | Scott Storch                                | - Інструментал з «You Ain't Know» у вик. Birdman та Lil' Wayne             | 1:41       |
| 18 | «Mo Scrilla»              | The Runners                                 | - Інструментал із «Go Getta» у вик. Young Jeezy                            | 2:02       |
| 19 | «The Crowd Goes Wild»     | David Banner, Deezle, Akon                  | - Інструментал із «9mm» у вик. Девіда Баннера                              | 2:36       |
| 20 | «Makes Me Stronger»       | Kanye West                                  | - Інструментал зі «Stronger» у вик. Каньє Веста                            | 2:28       |
| 21 | «Chamillionaire Speaks 2» | Kanye West                                  | - Інструментал зі «Stronger» у вик. Каньє Веста                            | 1:18       |
| 22 | «Rain»                    | Chink Santana, Broken Equipment Productions | - Інструментал з «Emotionless» у вик. Джима Джонса                         | 3:27       |